# 宮崎由衣子
宮崎 由衣子（みやざき ゆいこ、1984年12月30日 - ）は、日本の気象予報士、防災士、フリーアナウンサー。ウェザーマップ所属。長崎県長崎市出身。

## 来歴・人物
長崎県長崎市出身。長崎市立桜馬場中学校、長崎県立長崎東高等学校卒業。実家が営む病院を継ぐために医学部進学を目指して4浪したが、合格できなかった。そこで当初希望していた音楽大学に志望を切り替え、昭和音楽大学へ進学した。
同大学ではコンサートの企画運営などを学び、その中で自身の声にのせて情報を届ける仕事に興味を持つようになったという。大学4年次から日本ナレーション演技研究所に通ってナレーションを学び、同大学音楽学部音楽芸術運営学科を首席で卒業した後も養成所通いを続けた。
同在籍中に起きた東日本大震災を契機として、防災情報を伝えることで人の命を救いたいと思うようになり、気象予報士試験へ向けた勉強を始めた。5回目の受験で合格し、2014年3月に気象予報士登録を受けた。
登録後、気象キャスターに限らずテレビ神奈川やJ:COMの番組においてリポーターやナレーターを務めるなどフリーアナウンサーとして活動。2015年4月、NST新潟総合テレビに気象キャスターとして配属された。2017年4月より東京に活動の拠点を移した。
趣味・特技は、女性アイドルの応援、アニメ鑑賞、ピアノ即興演奏など。
2019年5月、元号が『令和』と改元された日に一般男性と結婚した。
2022年12月7日、産休に入る事を発表。同年12月末に第1子を出産したことを自身のTwitterにて公表した。

## 出演番組

### 現在
- news every.（日本テレビ放送網）【2021年12月30日】 - 年末年始の天気予報担当

### 過去
- ありがとッ!（テレビ神奈川） - リポーター
- ドライビングウェザー（NEXCO東日本）
- スマイルスタジアムNST（新潟総合テレビ）
- NSTみんなのニュース（新潟総合テレビ）
- 八千代コースター（新潟総合テレビ）
- JNNニュース（TBSテレビ）
- 生島ヒロシのおはよう定食（TBSラジオ）【2017年4月 - 2017年8月】
- 生島ヒロシのおはよう一直線（TBSラジオ）【2017年4月 - 2017年8月】
- 森本毅郎・スタンバイ!（TBSラジオ）【2017年4月 - 2017年8月】
- 伊集院光とらじおと（TBSラジオ）【2017年4月 - 2017年8月】
- ニュースチェック11（NHK総合テレビ）【2017年8月 - 2019年3月】
- TBSニュースワイド（TBS NEWS）【2019年4月 - 2021年3月】 - 火曜日担当
- バゲット（日本テレビ放送網、関東ローカル）【2019年4月 - 2023年3月】 - 天気予報担当[11]